# Tim Deluxe
Tim Deluxe, artiestennaam van Timothy Andrew Liken (Londen, 18 juli 1977) is een Engelse houseproducer en dj. Hij groeide op in Noord-Londen. Hij brak in 1997 door als een van de producers achter Double 99 en maakte in 2003 een wereldhit met It Just Won't Do met Sam Obernik. Hij is mede-eigenaar van het label Ice Cream Records en eigenaar van Deluxe Records.

## Biografie
Op zijn veertiende kreeg Tim Liken een bijbaantje in een platenzaak. Via die weg leerde hij het vak als dj. Toen hij in de club Ministry of Sound een keer mocht invallen wist hij indruk te maken. In de platenzaak ontmoette hij producer Omar Amidora en labeleigenaar Andy Lyssandrou. Het drietal bleek een gedeelde visie te hebben op housemuziek. Daardoor richtten ze in 1995 het label Ice Cream Records op. Op dit label verschenen singles van R.I.P. Productions. Dit project runde hij samen met Amidora en bewoog zich in het UK garage-geluid. In 1997 produceerden ze als Double 99 het nummer Rip Groove. Dit nummer brak door tot een wereldwijde clubhit. Er verschenen daarna nog enkele singles. In 2001 werd het album 7th High uitgebracht, waarop ze samenwerkten met Byron Stingily en Sneaker Pimps.
Vanaf 1996 bracht Liken ook solosingles uit. Vanaf 2001 zat hij bij het label Underwater Records. Daar was zijn eerste solosuccesje met de dubbelsingle Sirens/We All Love Sax (2001). Voor de opvolger werd besloten het groter aan te pakken. Met zangeres Sam Obernik nam hij It Just Won't Do (2002) op, waarbij ook een videoclip werd gemaakt. Dit nummer groeide uit tot een wereldwijde zomerhit. Ook zijn mash-up van Love Story van Layo & Bushwacka! met Finally van Kings Of Tomorrow deed het goed. Verder werkte hij aan een debuutalbum dat in 2003 verscheen. Op The Little Ginger Club Kid werkte hij samen met Ben Onono en Terra Deva. Met Onono vormde hij in 2003 het project Saffron Hill, waarmee de single My Love Is Always werd uitgebracht. 
In 2006 verscheen het album Ego Death, waarop Sam Obernik en Ben Onono weer aanwezig waren. Dit album was minder succesvol. Hij richtte daarna Deluxe Records op, waarop de albums Fluid Moments (2010) en The Radicle (2014) werden uitgebracht.

## Discografie

### Albums
- 7th Sign (als Double 99) - 2001
- The Little Ginger Club Kid - 2003
- Ego Death - 2006
- Fluid Moments - 2010
- The Radicle - 2014

### Hitnotering
| Single met hitnotering(en) in de Vlaamse Ultratop 50 | Datum van verschijnen | Datum van binnenkomst | Hoogste positie | Aantal weken | Opmerkingen     |
| ---------------------------------------------------- | --------------------- | --------------------- | --------------- | ------------ | --------------- |
| It Just Won't Do                                     | 2002                  | 14-09-2002            | 18              | 7            | met Sam Obernik |

| Single met eventuele hitnotering(en) in de Nederlandse Top 40   | Datum van verschijnen | Datum van binnenkomst | Hoogste positie | Aantal weken | Opmerkingen                               |
| --------------------------------------------------------------- | --------------------- | --------------------- | --------------- | ------------ | ----------------------------------------- |
| It just won't do                                                | 2002                  | 10-08-2002            | 6               | 11           | met Sam Obernik / Dancesmash op Radio 538 |
| My Love Is Always                                               | 2003                  | 31-05-2003            | -               | -            | Als Saffron Hill, nummer 94 in top 100    |
| Layo & Bushwacka! - Love Story (VS. Finally) (Tim Deluxe remix) | 2003                  | 02-08-2003            | -               | -            | nummer 96 in top 100                      |

- Biblioteca Nacional de España: XX4718823
- Bibliothèque nationale de France: cb14443594h (data)
- Gemeinsame Normdatei: 135300525
- International Standard Name Identifier: 0000 0000 5517 2740
- MusicBrainz: 54d86cc6-2c30-47b4-bb68-cf5d82560e5c
- Nationale Bibliotheek van Tsjechië: xx0202114
- Virtual International Authority File: 34677614
- WorldCat: E39PBJht7FxGhtrcQRydx7fg8C